# Lo Romanç de Filomèna
Lo romanç de Filomèna és una novel·la occitana escrita a mitjan segle xvi per un monjo de Santa Maria de la Grassa (les Corberes). Atribuïda a un tal Filomèna, historiògraf de l'emperador, del que n'existeix una notació llatina per ordre de l'abat Bernat. Es tracta d'una novel·la èpica que explica com Carlemany, després de prendre Carcassona, funda un monestir a la vall d'Orbieu, que és defensat per Rotllà dels atacs sarraïns. Després que Aimeric conquerís Narbona als musulmans, Orianda, l'esposa de Matran, rei de Narbona, empenta les dones nobles a convertir-se al cristianisme. Els jueus ajudaren Carlemany i foren recompensats. Es considera el text narratiu més vell en prosa occitana, proper a la crònica.